# 乳酸チタン
乳酸チタン（にゅうさんチタン、Titanium lactate）は、チタンと乳酸の塩で、化学式はC12H20O12Tiである。

## 合成
蒸留水中、乳酸とオルトチタン酸テトライソプロピルの反応で合成できる。

## 利用
corrichromeという商標名で、皮革産業において媒染剤として用いられる。